# 14354 Kolesnikov
14354 Kolesnikov è un asteroide della fascia principale. Scoperto nel 1987, presenta un'orbita caratterizzata da un semiasse maggiore pari a 2,8523216 UA e da un'eccentricità di 0,2361771, inclinata di 5,71273° rispetto all'eclittica.